# خالد الرشيد
خالد بن ناصر الرشيد، لاعب كرة قدم سعودي سابق خلوق، يلعب بمركز الظهير الأيسر، من مواليد مدينة الرياض عام 1393 هـ، وباحتفاليته المتميزة التي يقف بجانب راية الركنية واضع يده اليمنى على الراية بابتسامة ثم يرفع يدع اليسرى للأعلى.
انضم للمنتخب عام 1995م في مركز الظهير الايسر بالمنتخب من بعد محمد عبد الجواد.
وبشهادة سلمان العليط النقاد كان الرشيد الوحيد المؤهل لمنافسة حسين عبد الغني في مركز الظهير الايسر في المنتخب وقتهـا.
كانت نهاية خالد الرشيد مع نادي الهلال بسبب تعرض لمرض القلب (الصمامات) في عام 1998م بالتحديد في رمضان عام 1418هـ
قبل مباراة الدوري بالرياض أمام الأهلي وتوقف عن اللعب ما يقارب الـ 3 سنوات.
عمل عملية جراحية على يد الجراح العالمي العربي مجدي يعقوب في لندن وتكللت العملية بالنجاح، رجع خالد الرشيد إلى الركض مرة آخرى لكن انتقل لنادي الرياض ثم للفيحاء ولم يستمر طويلاً.

## فراغ في خانته
عانى نادى الهلال بعد خالد الرشيد في سد خانته، فقد تعاقب على مركز الظهير الأيسر لاعبين كثر أمثال محمد لطف وفهد المفرج وإبراهيم الجوير وبندر المطيري ونواف عودة ومحمد النزهان إلا أنهم أجتهدوا كثيرا على سد هذه الخانة لكن لم يستطيعوا بأكمل وجه لأنهم لاعبي وسط، ربما عبد العزيز الخثران رغم أنه لاعب وسط إلا أنه اجتهد على هذا المركز، حلت إدارة الهلال المشكلة بالاعب عبد الله الزوري وهو متمكن منها وكذلك لعب المحترف الكوري لي يونق
في هذه الخانة، واستعار الهلال الظهير الايسر لنادي القادسية السعودي ياسر الشهراني.

## خالد الرشيد الآن
عانى خالد الرشيد أواخر سنة 1431هـ - بداية 2010م من مشاكل صحية منها صمامات قلب وزاد عليها التهاب رئوي إدخل على إثرها (العناية الفائقة)(العناية المركز) لكن الآن تحسنت حالته بداية عام 1432 2011م
خلال الثلاثة السنوات السابقة عانى خالد الرشيد من ضائقة مالية، وفي عام 1432هـ - 2011م قام بعض من لاعبي الهلال بإطلاق
حملة لدعم لاعب المنتخب السعودي والهلال خالد الرشيد وهم :
- الدكتور خالد الدايل (حارس الهلال السابق)
- الكابتن خالد التيماوي (لاعب الهلال السابق)
- الكابتن فيصل أبو اثنين (لاعب الهلال السابق)
- الكابتن أحمد الدوخي (لاعب الهلال ولاعب النصر حاليا)
- الكابتن منصور الأحمد (لاعب الهلال السابق)
- عضو شرف نادي النصر خالد الطخيم مبلغ مائة الف ريال.

وفي بادرة غير مستغربة من رئيس نادي الهلال صاحب السمو الملكي الأمير عبد الرحمن بن مساعد ودعماً لهذه الحملة تنازل بدخل مباراة الهلال والوحدة التي تقام 12/2/2011م، على استاد الأمير فيصل بن فهد (الملز) وهذا أعطى للكابتن خالد الرشيد دفعة معنوية كبيرة.
وفي بادة آخرى قدم صاحب السمو الملكي الأمير فيصل بن سلطان بن عبد العزيز
دعم مادي ومعنوي.
وقام صاحب السمو الأمير نواف بن سعد بتقديم دعم مالي ومعنوي بعد زيارته.

## حملات جماهيرية
المنتديات الهلالية تتابع حالة الاعب وقد وضعوا رقم حساب الاعب لدعمه ماليا.
ولم يتوقف الدعم إلى هنا فقد نظم مجموعة من محبيه حملة على الفيسبوك للعزم على دعم خالد الرشيد معنويا
وماليا إن أستطاعوا وعزموا على حضور المباراة المقررة لدعم خالد الرشيد.

## روابط خارجية
- خالد الرشيد على موقع الاتحاد الدولي (مؤرشف)  (الإنجليزية)
- خالد الرشيد على موقع ناشيونال فوتبول تيمز (الإنجليزية)
- خالد الرشيد على موقع عالم كرة القدم.نت (الإنجليزية)
- خالد الرشيد على موقع أوليمبيديا (الإنجليزية)